# Brassica nigra
La mostaza negra o ajenabe (Brassica nigra) es una especie de planta herbácea anual, cultivada por sus semillas, que se emplean como especia. Hoy es menos frecuente que la mostaza parda (Brassica juncea) y que la blanca (Sinapis spp.), pero se cultiva aún, en especial en la India, como fuente de aceite e ingrediente en aderezos. Se consume también como verdura de hoja.

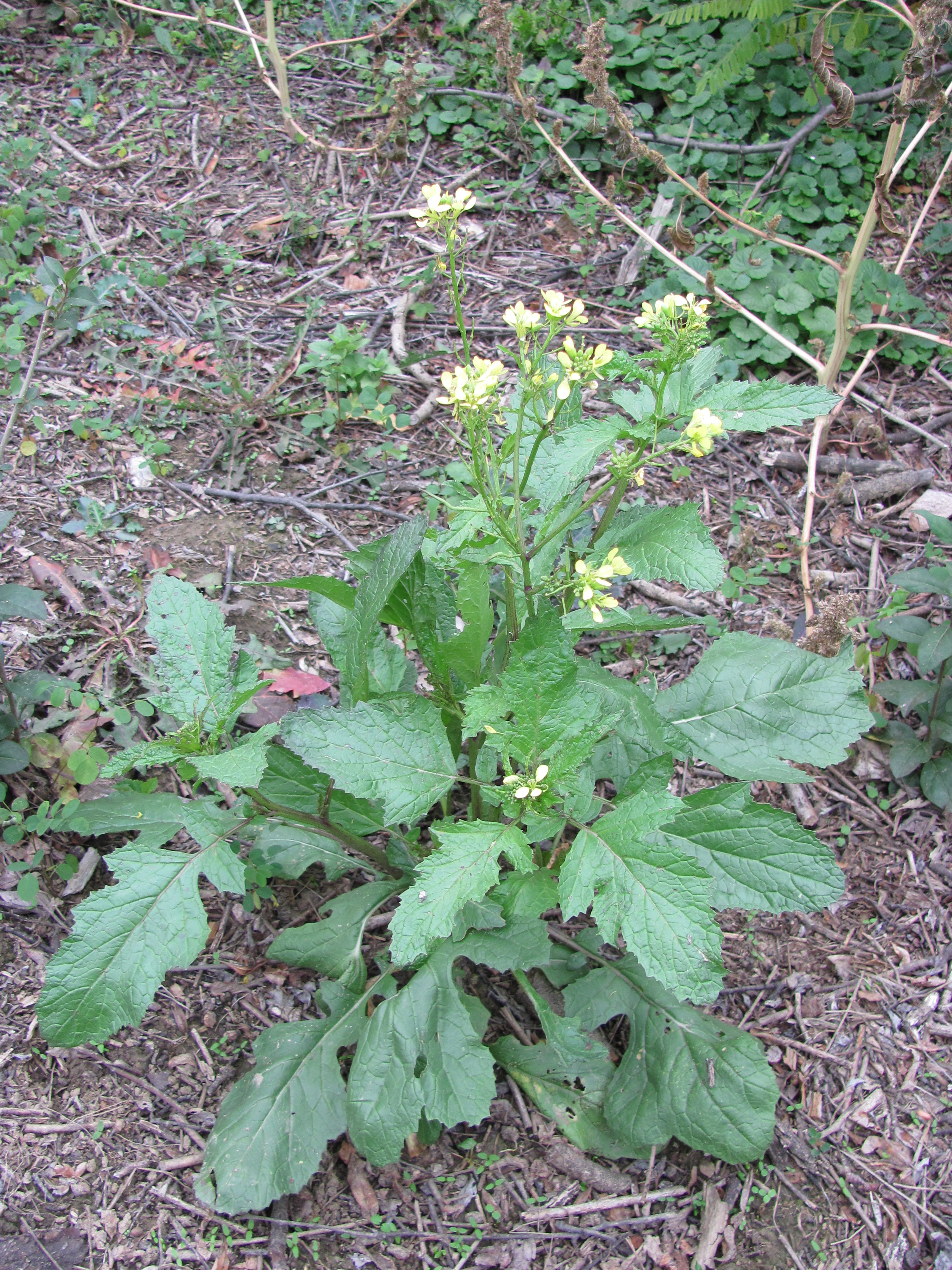
Vista de la planta (imagen a verificar, parece que no se refiere a Brassica nigras, sino a Hirschfeldia incana)

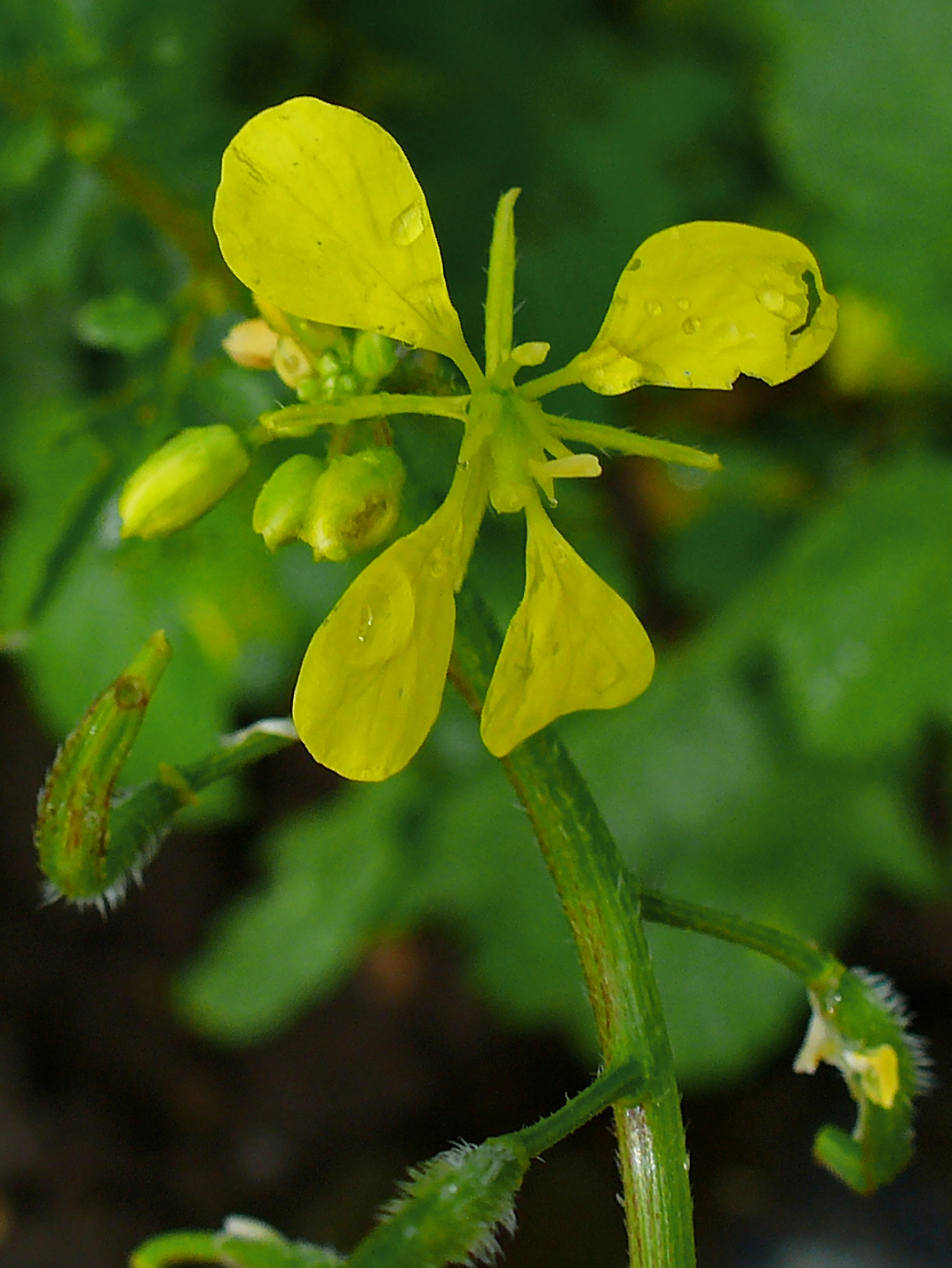
Detalle de la flor

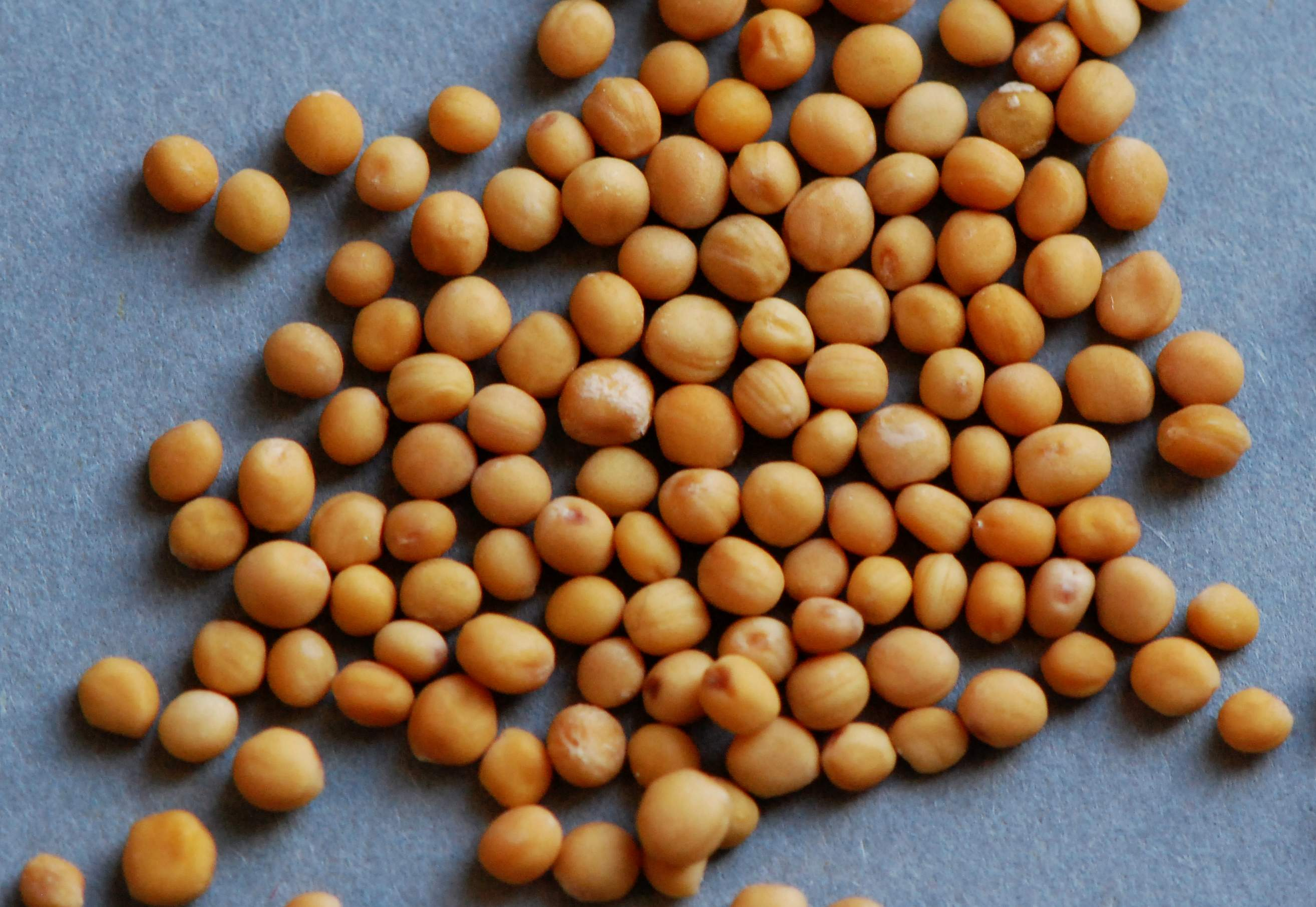
Semillas

## Características
B. nigra, también conocida como la mostaza criminal es una hierba anual, erecta, de tallo ligeramente pubescente y poco ramificado, que puede alcanzar casi 250 cm de altura. Presenta hojas alternas; las inferiores son pinatífidas, con un lóbulo terminal bien pronunciado además de algunos laterales, y de entre 10 y 20 cm de largo, mientras que las superiores son sésiles y reducidas.
Las flores son terminales, de pequeño tamaño, vistosas. Muestran cuatro sépalos y cuatro pétalos bífidos de color amarillo pálido; tienen seis estambres, dos de los cuales son marcadamente más cortos, y anteras rizadas. El fruto es una silicua de hasta 2 cm de largo, con picos de forma cónica; contiene semillas numerosas, de alrededor de 1 mm de diámetro, color pardorrojizo y superficie reticulada.

## Hábitat
Se estima que la mostaza negra es originaria de la región mediterránea, pero se ha naturalizado en buena parte del mundo. Crece de forma silvestre en prados, terrenos baldíos, a la vera de los caminos o en cualquier terreno soleado y ligeramente seco.

## Toxicidad
Todos los órganos aéreos de Brassica nigra contienen sustancias cuyo consumo puede provocar problemas en la salud humana según el compendio publicado por la Autoridad Europea de Seguridad Alimentaria en 2012. En concreto se ha detectado la presencia, especialmente en las semillas, de glucosinolatos tales como sinigrósido, de derivados del alil isotiocianato como la gluconapina, la gluconasturtiina y la glucoisoberberina.

## Principio activo
El ingrediente que da su sabor a la semilla de mostaza es el alilglucosinolato, que conforma un 1% del peso de la misma. Reacciona con la enzima mirosinasa liberando alil-isotiocianato, un compuesto similar a los hallados en la mostaza blanca, el rábano picante y el wasabi. La planta los produce como defensa frente a los herbívoros; por su carácter agresivo, están presentes solo en forma de glicosinolatos inertes, que se liberan al contacto con el sistema digestivo.

## Uso culinario
Las semillas, una vez desprovistas de su cubierta, se emplean secas y molidas como especia. Tostadas pierden parte de su intensidad, pero ganan un aroma intenso y nogado. Solo una pequeña parte de la producción se emplea para elaborar mostaza en pasta, en parte por el hecho de que el grano de mostaza negra rinde un producto de sabor demasiado intenso para los hábitos occidentales, y en parte porque el alil-isotiocianato, que es su principio activo, se degrada por hidrólisis más rápidamente que el de la mostaza blanca. Cuando se la utiliza para ese propósito, la solución empleada es más ácida de lo habitual.
En la cocina india, las semillas se utilizan directamente para aderezar algunos platos; la cocción destruye el principio picante, pero enriquece su aroma. Normalmente se tuestan o fríen en un poco de manteca para aromatizarla. Molidas en crudo forman parte de diversos currys, como el panch phoron producido en Bengala y el sambaar podi de Maharashtra y el sur. 
El aceite de mostaza negra se emplea también en la cocina de la India; al igual que el aceite de sésamo, resiste mal las altas temperaturas, pero se emplea como aderezo y para marinadas. Es uno de los ingredientes principales del vindaloo preparado en Goa, uno de los platos más característicos de la cocina de la zona. En Bangladés y Bengala se emplea para frituras, y se produce de las semillas tratadas de tal modo que los isotiocianatos se conservan, dándole un sabor particular. Por contener ácido erúcico, su uso como ingrediente alimentario no está permitido en algunos países, por lo que no es fácil obtenerlo fuera de la India. 
En Europa la mostaza negra es conocida desde antiguo, y fue introducida en Europa por los romanos. Su nombre en castellano refleja ese uso latino; proviene del latín mustum ardens, "mosto ardiente", llamada así porque se mezclaba con mosto.

## Taxonomía
Brassica nigra fue descrita por originalmente por Linneo como Sinapis nigra, transferida a su actual género por W.D.J.Koch y publicado en Röhlings Deutschlands Flora 4: 713–714. 1833.
Sinónimos
- Brassica bracteolata Fisch. & C.A.Mey.
- Brassica sinapioides Rothm.
- Sinapis nigra var. turgida Pers.
- Sinapis nigra L.
- Sinapis tetraedra C.Presl in J.Presl & C.Presl [1822, Delic. Prag. : 19]
- Sinapis gorraea Wall. [1828, Catal. : n.° 4790]
- Sinapis bracteolata G.Don in Sweet [1839, Hort. Brit., ed. 3 : 42]
- Brassica melanosinapis Endl. [1842, Catal. Hort. Acad. Vindob. : 2 : 259]
- Brassica brachycarpa Candargy [1897, Bull. Soc. Bot. France, 44 : 154]
- Sinapis incana Thuill. [1799, Fl. Env. Paris, éd. 2 : 343] non L.
- Sisymbrium nigrum (L.) Prantl [1884, Excurs.-Fl. Bayern. : 222]
- Mutarda nigra (L.) Bernh. [1800, Syst. Verz. Pfl. Erfurt : 197]
- Melanosinapis communis Spenn. [1829, Fl. Friburg., 3 : 944] [nom. illeg.]
- Erysimum glabrum C.Presl [1826, Fl. Sicula : 76] [nom. illeg. : Sinapis tetraedra J.Presl & C.Presl]
- Crucifera sinapis E.H.L.Krause[4][5]

## Nombre común
- Castellano: agenabe, agenabo, agenave, ajenabe, ajenabo, ajo amarillo, alezna, amarillas, desajo, floridos, gebena, géniva, hierba meona, jamargo, jaramago, jenabe, jenable, jenape, lagina, laparda, lonsarda, lujarda, lusarda, mostaza, mostaza común, mostaza fina, mostaza negra, mostaza negra y roja, mostaza rubia, nabestro, nabieyo, nabilla, nabillo, nabina, nabiza, nabizuela, ñabestro, rabanillo, rábano, rábano amarillo, xebena, xenave de los antiguos, xeneba de flor amarilla, zanabiza.[4]